# Arentowo
Arentowo (prononciation : [arɛnˈtɔvɔ]) est un village polonais de la gmina de Miasteczko Krajeńskie dans le powiat de Piła de la voïvodie de Grande-Pologne dans le centre-ouest de la Pologne.
Il se situe à environ 5 kilomètres au nord-est de Miasteczko Krajeńskie (siège de la gmina), 21 km à l'est de Piła (siège du powiat), et à 80 km au nord de Poznań (capitale de la Grande-Pologne).

## Histoire
De 1975 à 1998, le village faisait partie du territoire de la voïvodie de Piła.

Depuis 1999, Arentowo est situé dans la voïvodie de Grande-Pologne.
Le village possède une population de 100 habitants en 2006.